# Wszystko to co ja
Wszystko to co ja – drugi singel promujący płytę Mrok zespołu O.N.A., wydany w lutym 2002 roku. Jest to ciężka ballada, o wyraźnym zabarwieniu industrialnym. Do utworu nakręcony został teledysk w reżyserii Joanny Rechnio, także w wersji anglojęzycznej.
Na singlu, obok utworu tytułowego w trzech wersjach, znalazło się pięć kompozycji z płyt Pieprz i Mrok w wersjach anglojęzycznych.
Na początku 2002 zespół nagrał anglojęzyczną wersję tego utworu zatytułowaną „Pass Away” w celu promocji w Wielkiej Brytanii. Piosenka została zamieszczona na bootlegu Chylińskiej „No One's Girl” w 2007 roku.

## Spis utworów
1. „Wszystko to co ja” (wersja krótka)
2. „Pass Away” (short ver)
3. „Tired”
4. „Alone Now”
5. „Big Hangover”
6. „Always You”
7. „Then No”
8. „Pass Away” (long ver)